# Los Palacios y Villafranca
Pour les articles homonymes, voir Los Palacios.
Los Palacios y Villafranca est une commune située dans la province de Séville de la communauté autonome d’Andalousie en Espagne.

## Politique et administration
La ville de Los Palacios y Villafranca comptait 38 662 habitants aux élections municipales du 28 mai 2023. Son conseil municipal (en espagnol : Pleno del Ayuntamiento) se compose donc de 21 élus.
Elle est un bastion de la gauche depuis le rétablissement de la démocratie, en 1979. Elle a été gouvernée aussi bien par le Parti communiste et la Gauche unie que par le Parti socialiste.

### Maires
| Mandat    | Maire | Maire                                             | Parti   | Majorité |
| --------- | ----- | ------------------------------------------------- | ------- | -------- |
| 1979-1983 |       | Francisco Riverola                                | PCE     | 11 / 21  |
| 1983-1987 |       | Juan Valle Triguero                               | PCE     | 11 / 21  |
| 1987-1991 |       | Domingo Chamorro                                  | PSOE    | 8 / 21   |
| 1991-1995 |       | Domingo Chamorro Emilio Amuedo Moral (1994)       | PSOE    | 13 / 21  |
| 1995-1999 |       | Emilio Amuedo Moral                               | PSOE    | 13 / 21  |
| 1999-2003 |       | Emilio Amuedo Moral                               | PSOE    | 14 / 21  |
| 2003-2007 |       | Emilio Amuedo Moral Antonio Maestre Acosta (2004) | PSOE    | 12 / 21  |
| 2007-2011 |       | Antonio Maestre Acosta                            | PSOE    | 13 / 21  |
| 2011-2015 |       | Juan Manuel Valle Chacón                          | IULV-CA | 7 / 21   |
| 2015-2019 |       | Juan Manuel Valle Chacón                          | IULV-CA | 12 / 21  |
| 2019-2023 |       | Juan Manuel Valle Chacón                          | IULV-CA | 11 / 21  |
| 2023-2027 |       | Juan Manuel Valle Chacón                          | IULV-CA | 11 / 21  |

## Personnalités
- No me pises que llevo chanclas, groupe de pop-rock.
- Jesús Navas (1985), footballeur espagnol.
- Fabián Ruiz (1996), footballeur espagnol.
- Gavi (2004), footballeur espagnol.